# Post Traumatic
Post Traumatic —en español: Post-traumático— es el álbum debut del cantante, rapero y compositor estadounidense Mike Shinoda. Se lanzó el 15 de junio de 2018 a través de la discográfica Warner Bros. Records. El álbum fue anunciado el 29 de marzo de 2018, junto con el lanzamiento de dos nuevas canciones para promocionar el álbum, "Crossing a Line" y "Nothing Makes Sense Anymore".
Shinoda fue el productor principal de su propio álbum, pero con producciones adicionales por BASECAMP, Andrew Dawson y Bonn. 
El álbum contiene casi en su totalidad, contenido grabado propiamente por el mismo Shinoda, pero también se encuentran grabaciones de otros instrumentos por parte del baterista de Linkin Park, Rob Bourdon, Darren King, y Bonn. El material fue escrito por Shinoda después del fallecimiento de su compañero en Linkin Park, Chester Bennington, el 20 de julio del 2017. Las 3 canciones de su EP, Post Traumatic (EP), fueron incluidas como las 3 primeras canciones del álbum.

## Producción
Shinoda lanzó su segundo proyecto como solista, Post Traumatic (EP), el 25 de enero del 2018, que consistió en 3 piezas musicales enfocadas en sus sentimientos después de la muerte de su compañero de banda, y amigo de toda la vida, Chester Bennington, quien falleció el 20 de julio de 2017 por suicidio. Debido a los temas tratados en las canciones, Shinoda decidió publicar el álbum utilizando su nombre, sin usar su anterior seudónimo, Fort Minor.
En los primeros días de marzo, sin previo aviso, anunció que estaría trabajando en un álbum solista, invitando a los fanes a encontrarse con él ese mismo día en Los Ángeles, para que pusiesen escuchar una nueva canción, y aparecer en un vídeo musical. El evento fue documentado, y apareció en el vídeo musical de "Crossing a Line". El álbum fue anunciado el 29 de marzo de 2018, el cual incluiría el material de Post Traumatic (EP) y, de acuerdo a una declaración de Shinoda, "Es un viaje fuera del dolor y la oscuridad, no un viaje hacia el dolor y la oscuridad. Si has pasado por algo similar, espero dejes de sentirte tan solo. Si no es así, espero te sientas agradecido".
En mayo del 2018, Shinoda reveló la tracklist del disco, la cual incluyó colaboraciones con Blackbear, Grandson, K.Flay, Machine Gun Kelly, y el líder de Deftones, Chino Moreno.

## Escritura y grabación
Mike escribió la mayor parte del disco él solo, pero las canciones "About You", "Make It Up as I Go", "Lift Off" and "Running from My Shadow", fueron escritas por coescritores, entre los que se encuentran: Blackbear,K.Flay, Machine Gun Kelly, Ross Golan, Kevin Hissink y Grandson. Una canción que finalmente no entró al último álbum de Linkin Park, One More Light, titulada "Place to Start" incluye percusiones de parte del miembro de la banda, Rob Bourdon. Darren King también participa con la percusión de "Hold It Together". Bonn produjo las guitarras adicionales para "Running from My Shadow".
Shinoda dijo en una declaración que, la grabación de este álbum lo ayudó de bastantes formas, pero que fue un proceso difícil. Esto dijo a Kerrang!:

Una semana después de lo de Chester, esta idea era atemorizante en el estudio. No era solo la idea de intentar hacer una canción mientras era abrumado por los recuerdos. Hay un miedo que tienen los artistas en esta situación, que es en plan "¿Y si no puedo hacer algo bueno sin esa persona?" Son obstáculos que empiezan a acumularse, ya sea el miedo, la depresión, el caos del mundo ahí fuera, crea una cámara de eco llena de ansiedad. Eso era una razón para mí, necesitaba crear más material, sí servía o no, nunca importó. Estaba componiendo malas canciones de grunge de los 90, malas canciones de rap... y entonces cree algo genial. Hice todo esto sin la intención de dejar todas esas cosas fuera, sino simplemente sumergirme en algunas ideas que ya estaban en mi cabeza.
Mike Shinoda

El disco fue grabado en el estudio principal de Mike Shinoda, The Stockroom en Los Ángeles.

## Lista de canciones
Post Traumatic cuenta con un total de 16 pistas.

| N.º   | Título                                            | Duración |  |
| 1.    | «Place to Start»                                  | 2:13     |  |
| 2.    | «Over Again»                                      | 3:50     |  |
| 3.    | «Watching As I Fall»                              | 3:31     |  |
| 4.    | «Nothing Makes Sense Anymore»                     | 3:33     |  |
| 5.    | «About You» (con blackbear)                       | 3:26     |  |
| 6.    | «Brooding» (instrumental)                         | 2:31     |  |
| 7.    | «Promises I Can't Keep»                           | 3:22     |  |
| 8.    | «Crossing a Line»                                 | 4:02     |  |
| 9.    | «Hold It Together»                                | 3:25     |  |
| 10.   | «Ghosts»                                          | 2:54     |  |
| 11.   | «Make It Up as I Go» (con K.Flay)                 | 3:29     |  |
| 12.   | «Lift Off» (con Chino Moreno y Machine Gun Kelly) | 4:00     |  |
| 13.   | «I.O.U.»                                          | 2:42     |  |
| 14.   | «Running From My Shadow» (con grandson)           | 3:24     |  |
| 15.   | «World's on Fire»                                 | 3:15     |  |
| 16.   | «Can't Hear You Now»                              | 3:27     |  |
| 53:04 |                                                   |          |  |

## Canciones bonus
El 7 de diciembre de 2018 se estrenaron 2 canciones bonus del disco, parte de la edición especial en vinilo de Post Traumatic
17. «Prove You Wrong»
18. «What The Word's Meant»